# Naissance en 1390
Naissance
- 1386
- 1387
- 1388
- 1389
- 1390
- 1391
- 1392
- 1393
- 1394

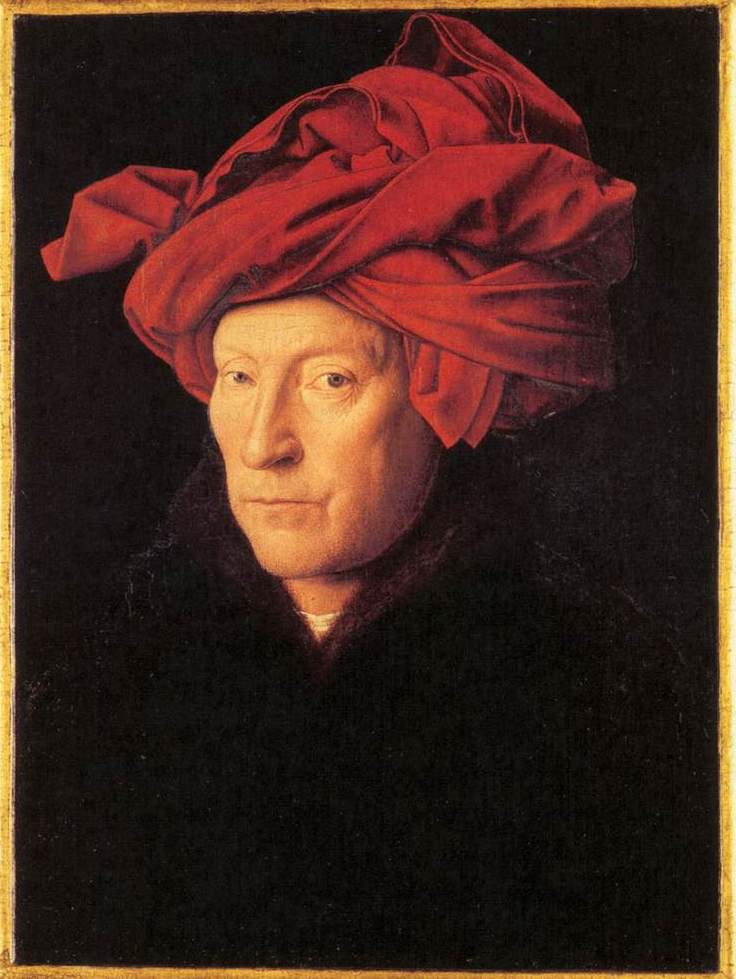
Jan Van Eyck, né vers 1390 (Autoportrait présumé).

Cette page dresse une liste de personnalités nées au cours de l'année 1390  :
- mars : Malatesta Baglioni, condottiere italien.
- décembre : Élisabeth de Goerlitz, duchesse engagère du Luxembourg.
- 27 décembre : Anne Mortimer, mère de Richard Plantagenêt, 3e duc d'York, et par lui grand-mère des rois d'Angleterre Édouard IV et Richard III.

- Jacopo Bracelli, historien et diplomate italien.
- Francesco Bussone da Carmagnola, dit Carmagnole, condottiere italien.
- Antonio Cerdà i Lloscos,  dit le cardinal de Messine et le cardinal de Lérida, cardinal espagnol.
- Jean d'Aulon, capitaine des écuyers (gardes royaux) de Charles VI, conseiller du roi Charles VII, prévôt royal de Toulouse , écuyer et maître d’hôtel de Jeanne d'Arc, gouverneur de la forteresse de Pierrepertuse, maître d’hôtel et chambellan de Charles VII, diplomate, gouverneur du château de Pierre Scize, sénéchal de Beaucaire et de Nîmes.
- Thierry d'Oldenbourg, dit Le Courageux ou Le Fortuné, comte d'Oldenbourg.
- Robert de Bar, comte de Marle.
- Louis II de Chalon-Arlay, seigneur d'Arlay et Arguel et Prince d'Orange (Maison de Chalon-Arlay).
- Humphrey de Lancastre, comte de Pembroke et duc de Gloucester.
- Álvaro de Luna, premier comte de San Esteban de Gormaz, il est connétable de Castille et maître de l'ordre de Santiago.
- Pierre Ier de Luxembourg-Saint-Pol, comte de Brienne, de Conversano et de Saint-Pol.
- Robert de Marle, seigneur de Marle, comte de Marle et de Soissons.
- Mathilde de Savoie, électrice consort palatine.
- André de Toulongeon, aristocrate et officier du duché de Bourgogne, grand écuyer de France.
- Nanni di Banco, ou Giovanni di Antonio di Banco, sculpteur italien.
- Mathieu Ensinger, ou Matthäus Ensinger, maître-d'œuvre allemand ayant travaillé sur plusieurs cathédrales gothiques.
- Jonas, métropolite de Moscou et de toute la Russie.
- Simon Morhier, seigneur de Houdan, Mesnil-Aubry, Montanglaut, Montlouet, Saint-Piat, Talvoisin, Thour-en-Ardennes et de Villiers-le-Morhier et prévôt de Paris.
- Cristoforo Moro, 67e doge de Venise.
- Lukas Moser, peintre allemand.
- Nijō Motonori, poète japonais, noble de cour (kugyō de l'époque de Muromachi, il exerce la fonction de régent kampaku à deux reprises puis celle de sesshō.
- Al-Mustain, ou Abû al-Fadhl al-`Abbâs al-Musta`in bi-llah, calife abbasside au Caire.
- Giovanni Petrucci, dit Giovanni da Montesperello, jurisconsulte et universitaire italien.
- Enrico Rampini,  dit le cardinal de Milan, cardinal italien.
- Juan Rodríguez de la Cámara, ou Juan Rodríguez del Padrón ou en français Jehan Rodrigues de la Chambre, écrivain et poète galicien (province d'Espagne) écrivant en castillan.
- Dietrich Schenk von Erbach, ou Thiérri d'Erpách, archevêque de Mayence.

date incertaine (vers 1390)
- Petr Chelčický, écrivain et penseur religieux tchèque.
- Contessina de Bardi, noble italienne.
- Étienne de Vignolles, dit La Hire, homme de guerre français.
- John Dunstable, ou John Dunstaple, compositeur (principalement de musique vocale sacrée), mathématicien et astronome anglais.
- Jan Van Eyck (vers 1390), peintre flamand.

## Crédit d'auteurs
- Cet article est partiellement ou en totalité issu de l'article intitulé « 1390 » (voir la liste des auteurs).